# Balasagena
Balasagena (em árabe: Balāsajān, Balāšajān; em armênio: Բաղասական; romaniz.: Bałasakan; um topônimo iraniano construído com -agān (-akān); lit. "País de Balas") designa uma região situada na porção mais meridional do curso inferior dos rios Ciro e Araxes, limitada ao sul pela Média Atropatene e a leste pelo mar Cáspio.

## Geografia

Armênia ca. 150. Caspiana está no leste

Balasagena se centrava na planície de Balasagena (dašt i-Bałasakan, "Balāsagān") que o geógrafo armênio Pseudo-Moisés de Corene situou na Albânia e que é teoricamente a estepe de Mugã; para Ibne Cordadebe, estava na estrada de Barzande a Vartã (Vastanacerta). M. L. Chaumont e C. E. Bosworth assumiram que correspondia em parte a região que o romano Cláudio Eliano (séculos II-III), citando o autor do século IV a.C. Amintas, designa por "terra dos cáspios" e que no período helenístico foi chamada Caspiana (foi tomada da Média Atropatene pela Armênia no século II a.C.). A julgar que Caspiana estava em sua maior parte na província de Paitacarã citada na Geografia de Pseudo-Moisés, se põe que Balasagena corresponde a porção do território da província que estava ao sul do Ciro. O etnônimo Bałasčikʿ, existente só no armênio, foi formado a partir de Bałasakan. Eliseu disse que um rei de Balasagena era huno, mas não se considera como relato literal.

## História

### Império Sassânida

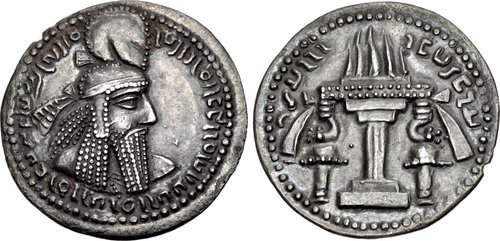
Dracma de

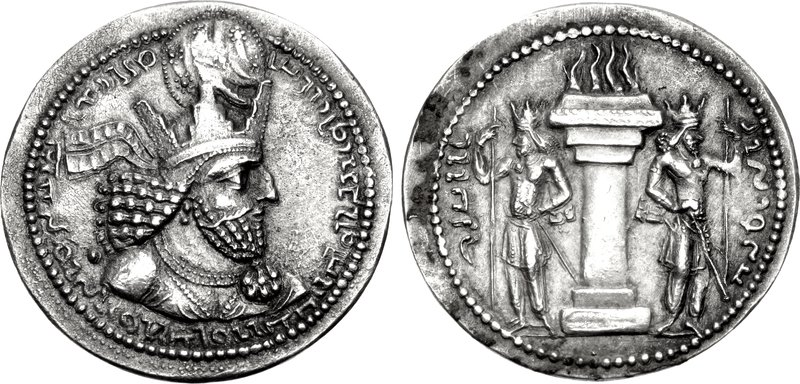
Dracma de Sapor cunhado ca. 240-244

Balasagena é atestada pela primeira vez na inscrição trilíngue Feitos do Divino Sapor do xá Sapor I (r. 240–270) (Blʾskʾn em persa médio; Blʾskn em parta; Balasagene em grego), escrita pouco depois de 260. Na inscrição, aparece independe da Albânia na lista de províncias do Império Sassânida, significando que à época da conquista por Artaxer I (r. 224–242) e Sapor foi formada alguma espécie de entidade política, mesmo que mais ou menos sujeita ao Reino da Albânia. Ibne Cordadebe cita o rei de Balasagena entre os dinastas que receberam o título de rei (xá) de Artaxer, podendo indicar que fez um ato de submissão e aliança para Artaxer ou Sapor, tornando vassalo pelo mesmo ato. É provável que a administração sassânida criou os distritos balasagenos chamados em armênio de Espanderanperoz (Spanderanperož; Spandarān-Pērōz em persa médio), Hormisdaperoz (Ormizdperož; Hormizd-Pērōz em persa médio), Acibagauana (Aṭʿsibagawan) e talvez Albana (Alewan), todos situados ao sul do rio Ciro.
Fausto, o Bizantino relata que, no tempo do rei Cosroes III, o católico da Ibéria e Albânia Gregório tentou converter o reino de Sanatruces, rei dos masságetas (alanos) e outros povos, como os balasagenos. Ele invadiu a Armênia e seu exército foi cortado em pedaços pelos armênios; os sobreviventes retornaram a Balasagena. Parece, portanto, que por volta de 335-336 (quando ocorre esse episódio), o masságeta Sanatruces ocupou parte de Balasagena, onde recrutou tropas e provavelmente reconheceu, ao menos nominalmente, a suserania do rei de reis. No começo do século IV, Mesrobes Mastósio pregou em Balasagena, um país que à época pertencia a Albânia segundo Corium, algo explicável por alguma espécia de dependência (vassalagem) de Balasagena em relação a Albânia. É novamente citada em conexão com a revolta dos armênios contra Isdigerdes II (r. 438–457). Segundo Eliseu e Moisés, uma batalha ocorreu próximo ao rio Lopnas e nela alguns nacarares armênios atacaram o pró-persa rei de Balasagena Herano e suas tropas. Em seguida, Herano revoltou-se contra a suserania sassânida e massacrou um exército persa na Albânia, o que causou a sua morte sob ordens de Isdigerdes.

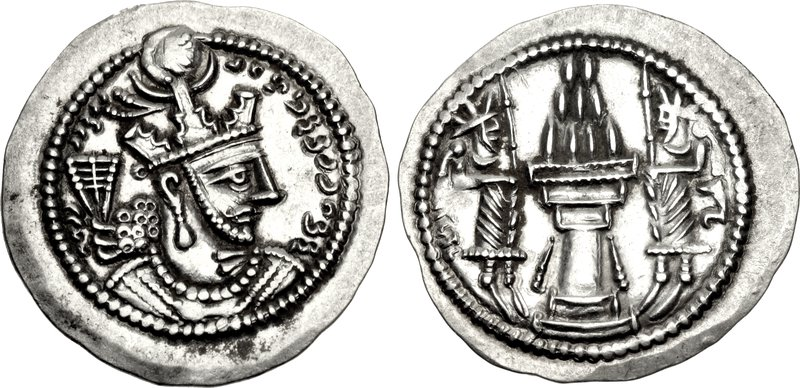
Dracma de r.

No terceiro cartel do século VI, um bispo de Balasagena de nome Timóteo figurou, com outros bispos, entre os nomeados numa carta endereçada pelo católico João II de Gabélia ao católico católico da Albânia. Além disso, um selo sassânida recém-publicado possui uma inscrição em pálavi na qual se lê: "do grande católico de Hlbʾn e Balasagena"; nesse contexto o persa médio Hlbʾn pode aludir a Albana, capital do distrito de mesmo nome. Apesar disso, até próximo ao ano de 800, a região de Mogam ainda estava inconvertida. Bispo Elias, nomeado para pregar o evangelho naquele país que sequer se chamada Balasagena à época, descobriu uma população que cultuava o deus Iázide (Yazd), que vivia num carvalho chamado "rei da floresta" e seus galhos se chamavam "crianças de Iázide". A população local alegou ter recebido esse deus de seus ancestrais e é possível que o culto noticiado por Elias foi emprestado das crenças do zoroastrismo (em pálavi, yazd é um termo genérico para deus), um empréstimo que possivelmente tem origem no tempo do Império Sassânida, e que foi amalgamado com um culto indígena muito diferente de árvores sagradas.

### Período islâmico
No período islâmico, compreendia a planície que se estendia através do curso inferior do Araxes, de Barda através de Bailacã para Vastanacerta, Bajarvã e Barzande. Incluía as províncias de Arrã e Mugam e o nome era comum em fontes armênias, mas raro nas islâmicas. Segundo Baladuri, cerca de 645 o califa Otomão enviou Salmã ibne Rabia para Arrã e após render Bailacane, Barda, etc., converteu os curdos de Balasagena ao islamismo e impôs a jizia sobre eles: similarmente, quando Hudaifa ibne Iamã fez um tratado de paz com o marzobã do Azerbaijão, uma das provisões era que os árabes não deveriam impor à população local as depredações dos curdos de Balasagena e das montanhas Salabane. Os geógrafos árabes clássicos raramente mencionam Balasagena por seu nome, mas o viajante do século X Abu Dulafe diz em seu al-Resāla al-ṯānīa que atravessou a planície e percebeu as ruínas de 5 000 vilas. Ele também afirma que a lenda popular situada ali o "povo do fosso (Aṣḥāb al-rass) citado no Alcorão ou mesmo a hoste de Golias, que foi alegadamente morta e sepultada em Úrmia.